# Mari Carmen Prendes
María del Carmen Prendes Estrada (Segòvia, 28 de setembre de 1906-Madrid, 27 de gener de 2002) va ser una actriu espanyola.

## Biografia
María del Carmen Prendes Estrada, va néixer en 1906, sent filla del militar, Alfonso Prendes Fernández, natural de Gijón i de Mercedes Estrada Arnáiz, natural del Ferrol, que havien contret matrimoni, el 23 de juliol de 1902 a La Corunya. Germana de Luis Prendes i de Mercedes Prendes, va estudiar batxillerat i va començar la carrera de magisteri, la qual seria interrompuda per la seva decisió de seguir els passos artístics de la seva germana Mercedes.
Formada sobre els escenaris, va treballar en la Companyia de Rosario Pino i Emilio Thuillier, debutant en 1921 amb Los millones de Monty. De la seva primera etapa destaquen èxits com Cuando los hijos de Eva no son los hijos de Adán (1931), de Jacinto Benavente.
Es va casar el 24 d'abril de 1929, a l'església de la Concepción de Madrid, amb l'actor Enrique San Miguel Delgado, natural de Lleó. Mentre es trobava de gira a l'Argentina va esclatar la Guerra civil espanyola (1936-1939), esdeveniment aquest que va prolongar la seva estada en aquest país durant nou anys. Al seu retorn va continuar actuant en teatre i més tard en televisió.
Sobre els escenaris cull nombrosos èxits com Las mujeres sabias, Mi cara serrana lo va diciendo por donde voy, Comedias bárbaras, Don Juan Tenorio (1945), Cuidado con las personas formales (1960), Doña Endrina (1960), Melocotón en almíbar (1961), Una cigüeña bromista (1962), El cianuro ¿sólo o con leche? (1963), El niño de los Parker (1963), Juegos de invierno (1964), Milagro en casa de los López (1964), Pecados conyugales (1966), Medida por medida (1969), La muchacha sin retorno (1974), Las bicicletas son para el verano (1982), La casa de Bernarda Alba (1984), Eloísa está debajo de un almendro (1984) obra amb la cue va obtenir el premi d'interpretació Miguel Mihura atorgat per la Societat General d'Autors i Editors i Premi Long Play a la millor actriu de teatre de 1984, Maribel y la extraña familia (1989) i La Orestíada (1990).
Debuta al cinema a l'edat de cinquanta-cinc anys i aviat es consagra com una de les actrius de repartiment més sòlides del panorama cinematogràfic espanyol. Durant més de dues dècades interpreta papers, en la seva majoria còmics, per a acabar i consolidar la seva carrera cinematogràfica sota la direcció de Pilar Miró a la pel·lícula El pájaro de la felicidad.
En l'última etapa de la seva vida va patir demència senil. Va morir el 27 de gener de 2002 a Madrid a causa d'una malaltia cardiovascular. És enterrada al cementiri de La Almudena.

## Premis
- Premi Unión de Actores a Tota una vida (1994) per la seva trajectòria professional.[7]
- Medalla d'Or al Mèrit en les Belles Arts en 1992.
- Premi Long Play; Millor actriu de Teatre en 1984.
- Premi Miguel Mihura en 1984, per la interpretació teatral d'"Eloisa está debajo de un almendro".

## Filmografia com a actriu
| Pel·lícula                                        | Director                                    | Any  |
| ------------------------------------------------- | ------------------------------------------- | ---- |
| Mi noche de bodas                                 | Tulio Demicheli                             | 1961 |
| Vuelve San Valentín                               | Fernando Palacios                           | 1962 |
| La hora incógnita                                 | Mariano Ozores                              | 1963 |
| Fin de semana                                     | Pedro Lazaga                                | 1964 |
| Dos chicas locas, locas                           | Pedro Lazaga                                | 1965 |
| El mundo sigue                                    | Fernando Fernán Gómez                       | 1965 |
| Sor Citroën                                       | Pedro Lazaga                                | 1967 |
| Novios 68                                         | Pedro Lazaga                                | 1967 |
| No somos de piedra                                | Manuel Summers                              | 1968 |
| El taxi de los conflictos                         | Mariano Ozores i José Luis Sáenz de Heredia | 1969 |
| Mi marido y sus complejos                         | Luis María Delgado                          | 1969 |
| Cuatro noches de boda                             | Mariano Ozores Puchol                       | 1969 |
| Las siete vidas del gato                          | Pedro Lazaga                                | 1970 |
| Enseñar a un sinvergüenza                         | Agustín Navarro                             | 1970 |
| Don Erre que erre                                 | José Luis Sáenz de Heredia                  | 1970 |
| Una señora llamada Andrés                         | Julio Buchs                                 | 1970 |
| La casa de los Martínez                           | Agustín Navarro                             | 1971 |
| Black story (La historia negra de Peter P. Peter) | Pedro Lazaga                                | 1971 |
| No desearás a la mujer del vecino                 | Fernando Merino                             | 1971 |
| ¡No firmes más letras, cielo!                     | Pedro Lazaga                                | 1972 |
| Las señoritas de mala compañía                    | José Antonio Nieves Conde                   | 1973 |
| Señora doctor                                     | Mariano Ozores                              | 1973 |
| Pisito de solteras                                | Fernando Merino                             | 1973 |
| La curiosa                                        | Vicente Escrivá                             | 1973 |
| El insólito embarazo de los Martínez              | Javier Aguirre                              | 1974 |
| Vida conyugal sana                                | Roberto Bodegas                             | 1974 |
| Jenaro, el de los 14                              | Mariano Ozores                              | 1974 |
| Dormir y ligar: todo es empezar                   | Mariano Ozores                              | 1974 |
| El calzonazos                                     | Mariano Ozores                              | 1974 |
| Zorrita Martínez                                  | Vicente Escrivá                             | 1975 |
| L'éducation amoureuse de Valentin                 | Jean L'Hôte                                 | 1975 |
| Esclava te doy                                    | Eugenio Marín                               | 1976 |
| Madrid, Costa Fleming                             | José María Forqué                           | 1976 |
| Al fin solos, pero...                             | Antonio Giménez-Rico                        | 1977 |
| Pecado mortal                                     | Miguel Ángel Díez                           | 1977 |
| El hombre que yo quiero                           | Juan José Porto                             | 1978 |
| Miedo a salir de noche                            | Eloy de la Iglesia                          | 1980 |
| Esperando a papá                                  | Vicente Escrivá                             | 1980 |
| Unos granujas decentes                            | Mariano Ozores                              | 1980 |
| ¡Que vienen los socialistas!                      | Mariano Ozores                              | 1982 |
| El hijo del cura                                  | Mariano Ozores                              | 1982 |
| Un genio en apuros                                | Lluís Josep Comerón                         | 1983 |
| Los caraduros                                     | Antonio Ozores                              | 1983 |
| El pájaro de la felicidad                         | Pilar Miró                                  | 1993 |
| Dos hombres y una mujer                           | Juan José Porto                             | 1994 |

## Televisió
| Sèrie                       | Director                              | Any         |
| --------------------------- | ------------------------------------- | ----------- |
| Tercero izquierda           | Fernando García de la Vega            | 1962-1963   |
| Día a día                   | Jaime de Armiñán                      | 1963        |
| Tengo un libro en las manos | ¿?                                    | 1964        |
| Confidencias                | Jaime de Armiñán                      | 1965        |
| La casa de los Martínez     | Romano Villalba                       | 1967        |
| Historias de hoy            | ¿?                                    | 1967        |
| Teatro de siempre           | Josefina Molina                       | 1968        |
| Pequeño estudio             | Pilar Miró i Josefina Molina          | 1969        |
| Hora once                   | Josefina Molina i Luis Sánchez Enciso | 1971        |
| Visto para sentencia        | Alfredo Castellón                     | 1971        |
| Pili, secretaria ideal      | Enrique Martí Maqueda                 | 1975        |
| Este señor de negro         | Antonio Mercero i Antonio Mingote     | 1975        |
| La saga de los Rius         | Pedro Amalio López                    | 1976        |
| Novela                      | Manuel Aguado i Domingo Almendros     | 1965 a 1977 |
| Los mitos                   | Juan Guerrero Zamora                  | 1979        |
| Estudio 1                   | Manuel Aguado i Bernardo Ballester    | 1972 a 1979 |
| Les chevaux du soleil       | François Villiers                     | 1980        |
| Los gozos y las sombras     | Rafael Moreno Alba                    | 1981        |
| Teatro breve                | ¿?                                    | 1981        |
| Teatro estudio              | ¿?                                    | 1981        |
| El juego de los errores     | ¿?                                    | 1982        |
| Diálogos de un matrimonio   | Cayetano Luca de Tena                 | 1982        |
| Anillos de oro              | Ana Diosdado                          | 1983        |
| Cuentos imposibles          | Jaime de Armiñán                      | 1984        |
| Segunda enseñanza           | Pedro Masó                            | 1986        |
| Cómicos                     | Francisco Abad                        | 1987        |
| Primera función             | ¿?                                    | 1989        |